# Chiesa di Sant'Albino (Pella, Italia)
La chiesa di Sant'Albino  è la parrocchiale di Pella, in provincia e diocesi di Novara; fa parte dell'unità pastorale di Gozzano.

## Storia
Originariamente Pella dipendeva dalla pieve dell'Isola di San Giulio, da cui si affrancò nel 1516 venendo eretta a parrocchia autonoma.
Sempre nel XVI secolo venne costruita la chiesa di Sant'Albino, sul cui ingresso è incisa la data 1591.
L'edificio fu interessato da un intervento di ampliamento nel 1869, allorché si provvide a prolungare la navata, a costruire il portichetto e a posare il nuovo pavimento.

## Descrizione

### Esterno
La facciata a capanna della chiesa, rivolta a settentrione e preceduta dal portichetto sorretto da colonnine binate sopra cui si impostano archi a tutto sesto, presenta al centro il portale d'ingresso architravato e sopra due nicchie con statue ed è coronata dal timpano triangolare. 
Annesso alla parrocchiale è il campanile a pianta quadrata, la cui cella presenta su ogni lato una trifora ed è coronata dalla guglia piramidale poggiante sul tamburo ottagonale.

### Interno
L'interno dell'edificio si compone di un'unica navata, sulla quale si affacciano le cappelle laterali e le cui pareti sono scandite da lesene composite sorreggenti il cornicione sopra il quale si imposta la volta a botte; al termine dell'aula si sviluppa il presbiterio, rialzato di un gradino, delimitato da balaustre e a sua volta chiuso dall'abside.
Qui sono conservate diverse opere di pregio, tra le quali le due pale raffiguranti rispettivamente la Natività e la Deposizione, entrambe dipinte da Giovanni Valtorta nel 1877, e la tela ritraente la Presentazione, realizzata da Lorenzo Peracino.